# Mohinder Lal
Mohinder Lal (ur. 1 czerwca 1936 w Sharanpur, zm. 1 lipca 2004) – indyjski hokeista na trawie. Dwukrotny medalista olimpijski.
Brał udział w dwóch igrzyskach (IO 60, IO 64), na obu zdobywając medale. W 1960 Indie uległy w finale Pakistanowi. Cztery lata później kolejność była odwrotna, a Lal zdobył jedyną bramkę w finale.
W roku 1967 został laureatem nagrody Arjuna Award.